# Marco Eneidi
Marco Eneidi (Portland (Oregon), 1 november 1956 – Pleasanton (Californië), 24 mei 2016) was een Amerikaanse jazzsaxofonist van de freejazz en de nieuwe improvisatiemuziek.

## Biografie
Eneidi groeide op in de San Francisco Bay Area en begon op 9-jarige leeftijd klarinet te spelen, later leerde hij gitaar en bas. Als tiener speelde hij dixieland jazz in een plaatselijke pizzeria. Daarna stapte hij over naar de saxofoon, besloot professioneel muzikant te worden en verhuisde in 1981 naar New York, waar hij de avant-garde saxofonist Jemeel Moondoc en zijn toenmalige bandleden Dennis Charles, Roy Campbell en William Parker ontmoette. Hij werkte toen samen met Cecil Taylor, Dewey Redman en Bill Dixon. In 1987 richtte Eneidi zijn eigen platenlabel Botticelli op, waarop voornamelijk zijn eigen albums verschenen en waarop hij speelde met William Parker, Lisle Ellis, Wilber Morris, Jackson Krall, Glenn Spearman en Wadada Leo Smith en met fagotspeler Karen Borca. Eneidi werkte ook mee aan opnamen van Bill Dixon (1985), William Parker (1997), Glenn Spearman (1995) en werkte ook met Paul Lovens, Georg Graewe, Ken Vandermark, Damon Smith, Butch Morris, Peter Brötzmann, Han Bennink, Andrew Cyrille, Bertram Turetzky en Sabu Toyozumi. In 1995 keerde hij terug naar Californië en richtte samen met Glenn Spearman het Creative Music Orchestra op en ten slotte het American Jungle Orchestra. In 2002 trad hij live op met Peter Brötzmann (Live at Spruce Street Forum). Sinds november 2004 woonde hij bijna tien jaar in Wenen, waar hij o.a. in september 2005 het New York/Vienna Institute of Improvised Music oprichtte, dat sindsdien elke maandag jamt in Club Celeste en op dezelfde plek blijft werken in de vorm van de Monday Improvisers Session. Eneidi bracht de afgelopen jaren voornamelijk door in Mexico en de Verenigde Staten, maar toerde ook met verschillende projecten in Europa.

## Overlijden
Marco Eneidi overleed in mei 2016 op 59-jarige leeftijd.

## Discografie

### Als leader
- 1986: Vermont, Spring, 1986 (Botticelli)
- The Marco Eneidi Coalition (Botticelli)
- Final Disconnect Notice (Botticelli)
- For Our Children (Botticelli)
- Creative Music Orchestra (Music & Arts)
- Marco Eneidi & The American Jungle Orchestra (Botticelli)
- Live at Radio Valencia (Botticelli)
- 2000: Cherry Box (Eremite)
- Ghetto Calypso (Not Two)
- Live at Spruce Street Forum (Botticelli)
- American Roadwork (CIMP)
- Sound on Survival Live (Henceforth)
- Outpost Live (Botticelli)
- Panta rei (For Tune)